# ایدریسا اودرائوگو
ایدریسا اودرائوگو (فرانسوی: Idrissa Ouédraogo‎؛ زادهٔ ۲۱ ژانویهٔ ۱۹۵۴-۱۸ فوریهٔ ۲۰۱۸) کارگردان، فیلم‌نامه‌نویس و تهیه‌کننده اهل بورکینافاسو است. از فیلم‌هایی که وی در آن نقش داشته‌است، می‌توان به لومیر و شرکا اشاره کرد.